# Petes
Petes är en gotländsk strandgård i Hablingbo socken. Petes ligger vid Petesviken på sydvästra sidan av Gotland.
Petes var tidigare en by om tre gårdar; en av dessa gårdar försvann i samband med storskiftet. De båda övriga står ännu kvar, men det som normalt kallas Petes är den västra gårdshalvan, Hägdarvestugan.
Gården inköptes 1947 av apotekaren Ada Block, som 1965 donerade den till föreningen Gotlands Fornvänner. Den ingår i dag i Gotlands Museum och fungerar sommartid som museigård, främst med syfte att spegla livet på den gotländska landsbygden under 1800-talet.
Byggnaderna består av en mangårdsbyggnad i form av en tvåvånings parstuga i sten uppförd i etapper under 1700- och 1800-talen. En flygel från slutet av 1800-talet är sammanbyggd med mangårdsbyggnaden. Andra flygeln är parstugan Häggdarvestugan i skiftesverk från mitten av 1700-talet. Denna är flyttad till Petes från grannsocknen Silte. En ladugård i skiftesverk här hitflyttad från Etelhems socken som ersättning för en nu riven som tidigare stod på samma plats. Ett tröskhus från 1890-talet är ursprungligt på platsen.

## Bildgalleri

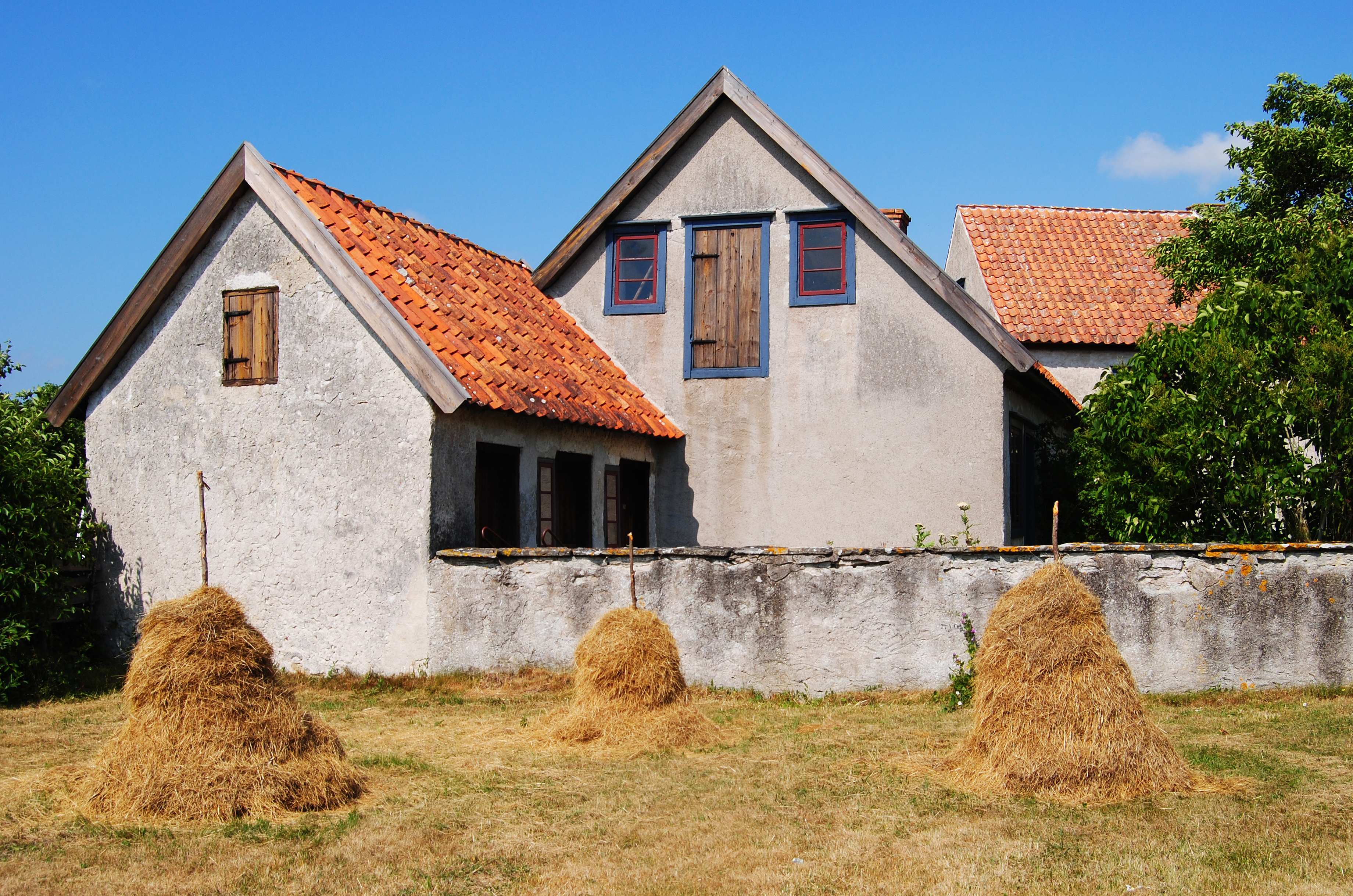
Museigården Petes
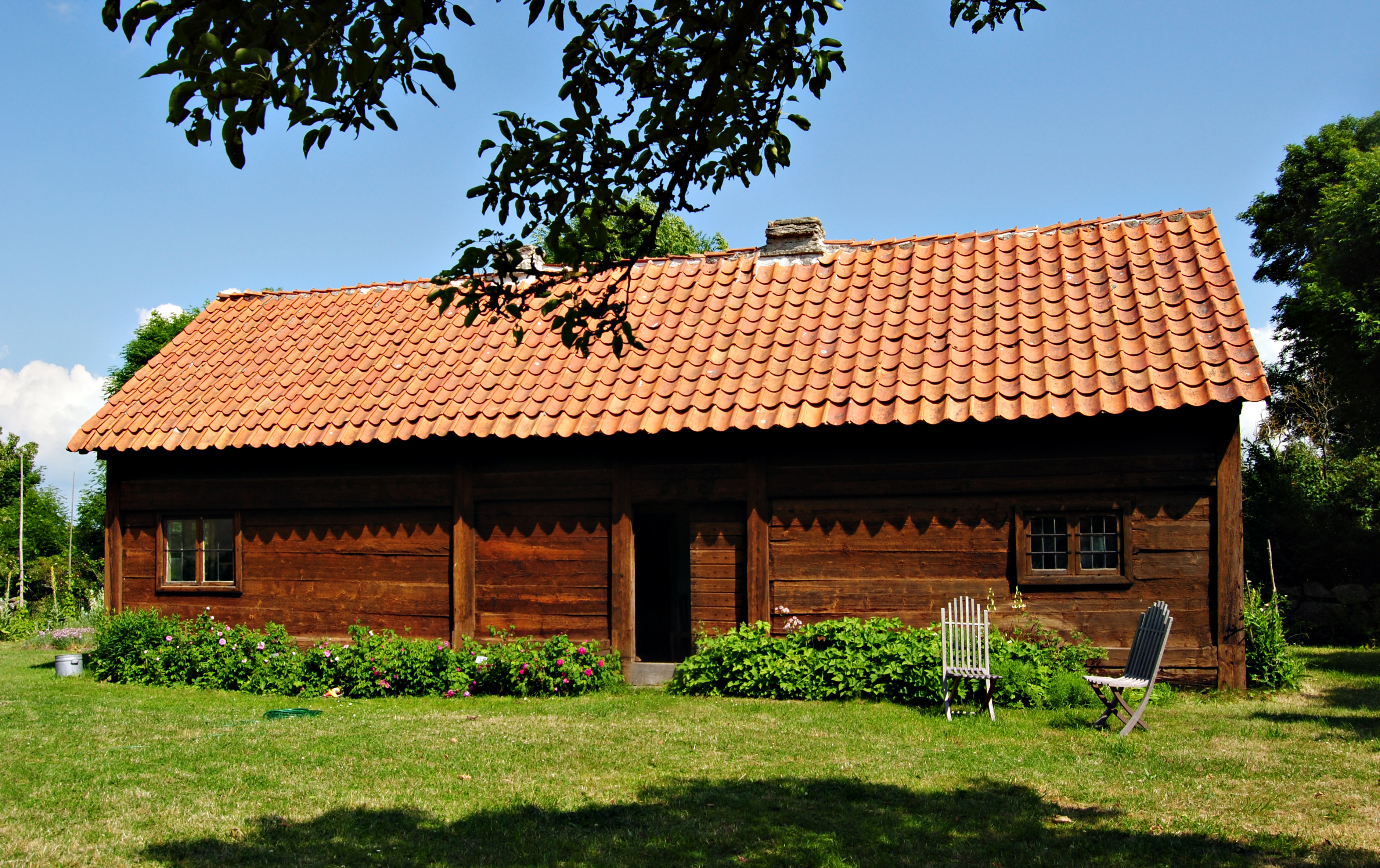
Häggdarvestugan
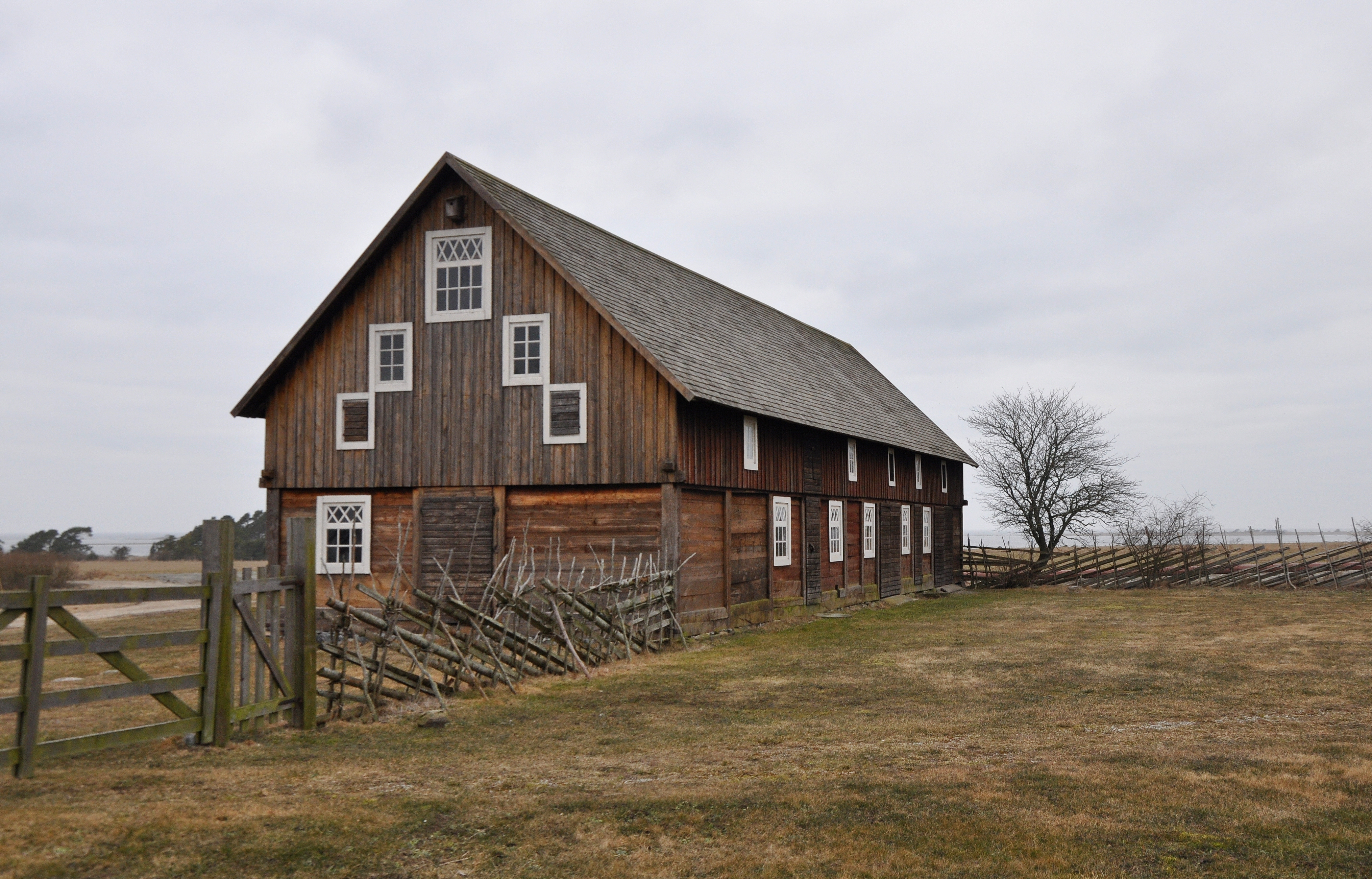
Lada